# Klingelpützpark

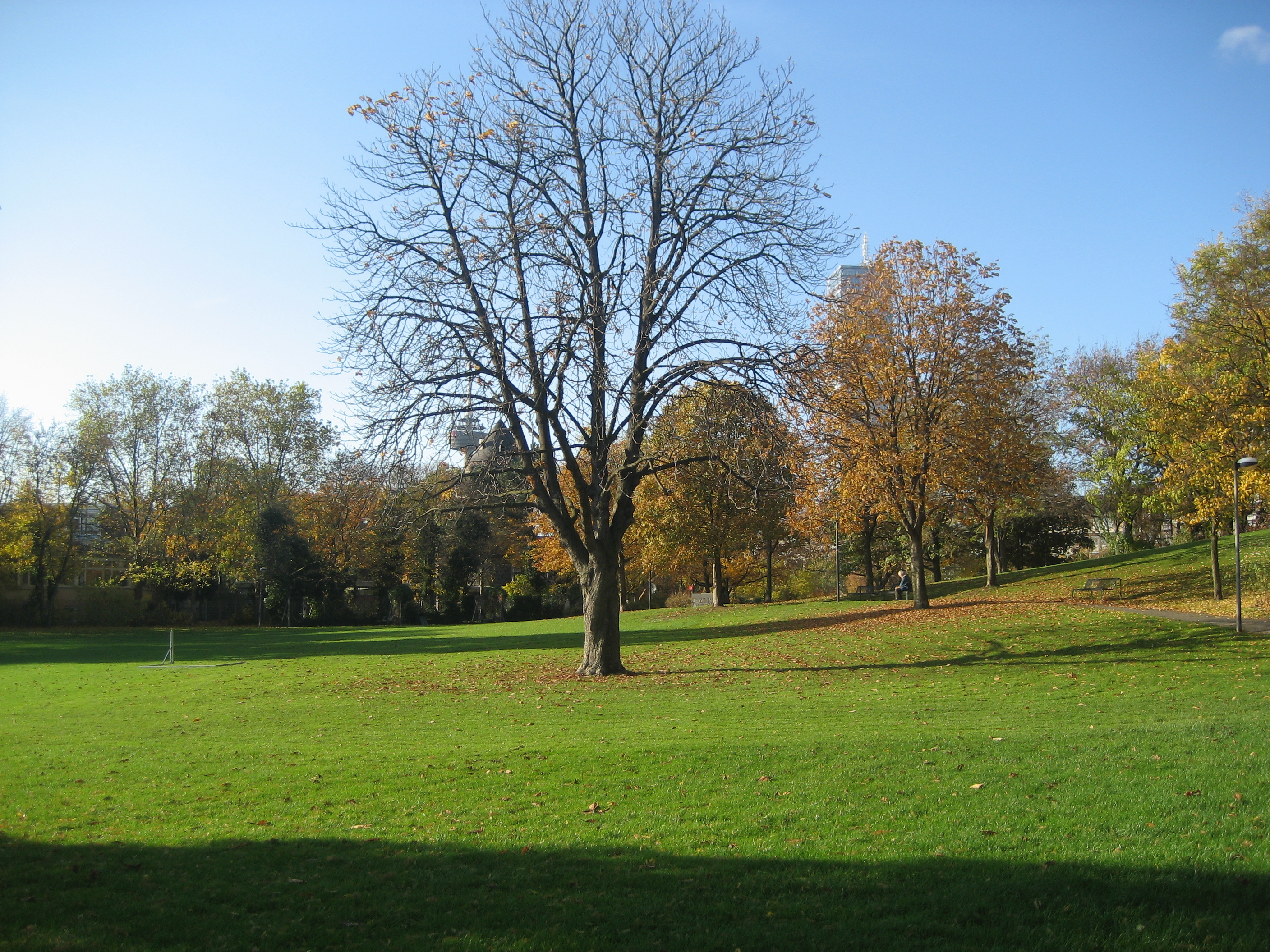
Köln, Klingelpützpark (Blick nach Westen in Richtung des Hügels)

Der Klingelpützpark ist ein rund 2 Hektar großer innerstädtischer Landschaftspark in der nördlichen Altstadt Kölns. Er entstand 1969 bis 1971 auf dem Gelände des niedergelegten Gefängnisses Klingelpütz und ist aufgrund seiner großräumigen Anlage ein zeittypisches Beispiel stadträumlicher Gestaltung.

## Lage
Der Park wird im Süden begrenzt von der Kyotostraße, im Südosten von den Straßen Klingelpütz und Plankgasse, im Nordosten von der Vogteistraße und im Nordwesten vom Gereonswall. An der Westecke grenzt der Klingelpützpark unmittelbar an das Gelände der Haupt- und Grundschule Gereonswall, an die Gereonsmühle sowie an die zum Hansaring orientierte Grünfläche Hansaplatz, mit dem er eine räumliche Einheit bildet. Umgeben ist der Klingelpützpark von den Kölner Vierteln Hansaviertel, Eigelsteinviertel, Ursulaviertel und Gereonsviertel.

## Geschichte

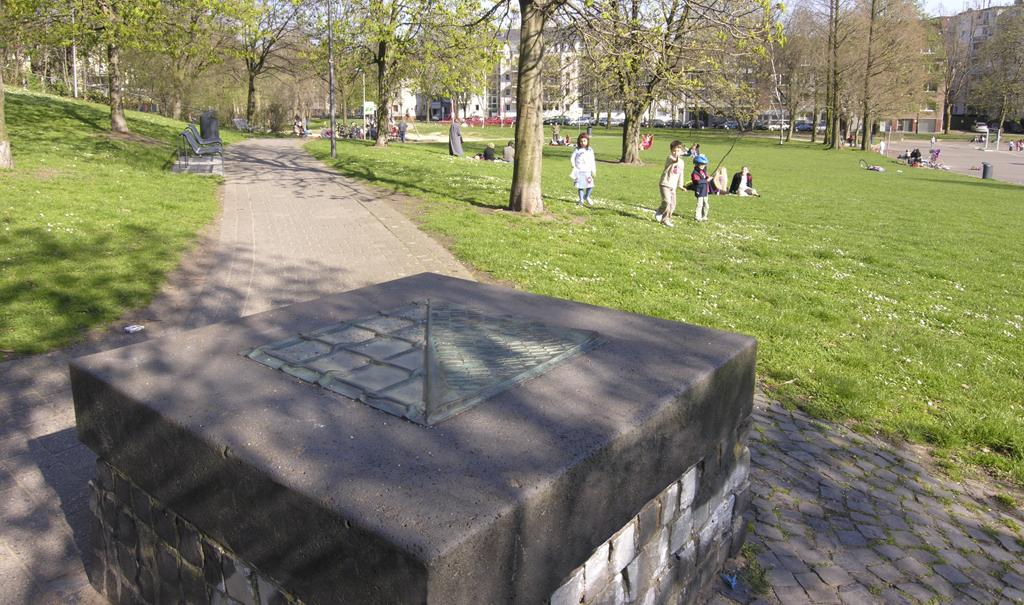
Gedenkstein für die im alten Gefängnis Klingelpütz Hingerichteten der NS-Zeit

Die Entstehung des Parks geht auf einen Grundstückstausch zwischen dem Land Nordrhein-Westfalen und der Stadt Köln zurück. In der Vereinbarung aus dem Jahr 1958 stellte die Stadt Köln dem Land ein Baugrundstück im Stadtteil Köln-Ossendorf zur Errichtung einer neuen Justizvollzugsanstalt zur Verfügung. Im Tausch sollte die Stadt nach Fertigstellung der neuen JVA das Klingelpützgelände bekommen und verpflichtete sich, es in eine öffentliche Grün- und Erholungsfläche umzunutzen. Im Tauschvertrag zwischen dem Land Nordrhein-Westfalen und der Stadt Köln vom 17. April 1958 heißt es: „Die Stadtgemeinde Köln erklärt, dass das Gelände des „Klingelpütz“ nach Abbruch der Gebäude als öffentliche Grün- und Erholungsanlage genutzt wird, wie es auch im Leitplan der Stadt Köln baurechtlich ausgewiesen ist.“
Nachdem das Gefängnis im Mai 1969 vollständig an seinen neuen Standort verlegt worden war, wurde der Park zwischen 1969 und 1971 nach ausgezeichneten Entwürfen von Bewerbungen im Zuge der Verleihung des Peter-Joseph-Lenné-Preises angelegt, denen er seine großräumige und nach allen Seiten offene Gestaltung maßgeblich verdankt. Der Bauschutt des abgerissenen Gefängnisses wurde an der Nordwestseite des Parks zu einem Hügel aufgeschüttet und gilt in Verbindung mit einem von Hans Karl Burgeff gestalteten Gedenkstein als Mahnmal für die im alten Gefängnis Klingelpütz vermutlich mehr als 1000 hingerichteten Menschen der NS-Zeit.
Der Klingelpützpark ist die bedeutendste Grünanlage des 20. Jahrhunderts in der Kölner Altstadt und wurde vom Rheinischen Verein für Denkmalpflege und Landschaftsschutz (RVDL) zum Denkmal des Monats September 2008 gekürt.

## Kontroverse um den Park
Seit 2006 plant die Stadt Köln in der nördlichen Altstadt einen Verbund mehrerer Bildungseinrichtungen rund um den Klingelpützpark im Sinne eines integrierten Campus in dem Kindern, Jugendlichen und Erwachsenen innerstädtisches Lernen in einem grünen Umfeld ermöglicht werden soll. Die geplanten Neubauten werden zum Großteil auf den Grundstücken der bestehenden Bildungseinrichtungen, wo immer möglich mit Blick auf Grün und mit Zugang zum Grün realisiert. Des Weiteren sehen die Planungen ein Gebäude für gemeinschaftliche Nutzung der Bildungseinrichtungen vor, die auf der bereits versiegelten Fläche an der Ecke Vogteistraße/Gereonswall (mit einer bebauten Fläche von ca. 1250 m²) untergebracht werden soll. Teile der Außenflächen der neuen Sekundarstufe I.-Schule würden Teile der Parkfläche beanspruchen, diese würden jedoch für sämtliche Besucher des Parks offen zugänglich gestaltet. Gegen die baulichen Eingriffe in den Park regt sich Protest seitens der Anwohner.